# 瑞士工商酒店管理学院
瑞士工商酒店管理学院（英語：Business & Hotel Management School）是瑞士一所创建于1998年的酒店管理学校。

## 历史
瑞士工商酒店管理学院创立于1998年 ，隶属于瑞士Benedict教育集团。学院位于瑞士卢塞恩市中心，教师约60人。

## 学位与课程
- 酒店管理文凭
- 酒店管理高级文凭
- 酒店管理学士学位 （和英国罗伯特戈登大学联合项目）
- 酒店管理研究生文凭
- 酒店管理MBA学位 （和美国西雅图城市大学联合项目）
- 烹饪管理文凭
- 烹饪管理高级文凭
- 国际化管理MBA学位 （和美国西雅图城市大学联合项目）

## 合作院校
- 布莱顿大学
- 罗伯特戈登大学
- 西雅图城市大学
- 啟示書院